# Rachel McCoy
Pour les articles homonymes, voir McCoy.
Rachel McCoy (née le 1er août 1995) est une athlète américaine qui pratique le saut en hauteur.

## Biographie
Elle s'est classée 4e aux Championnats du monde juniors d'athlétisme 2014.
Elle représente une deuxième fois l'équipe des États-Unis lors des Championnats NACAC U23 2016 d'athlétisme, où elle termine à la 4e place.
McCoy avait satisfait aux critères de qualification pour les Jeux olympiques de 2016 mais, ayant terminé neuvième aux sélections américaines de 2016, elle n'est pas sélectionnée.
En mai 2021, McCoy égale sa meilleure performance en passant 1,93 m, puis la dépasse le 26 mai en sautant à 1 m 96. Cela lui permet d'être sélectionnée aux Jeux olympiques de Tokyo 2020,,. Le 5 août 2021, elle participe au tour qualificatif mais ne parvient pas à franchir plus de 1 m 86 et ne participe donc pas à la finale.